# Sheluẖat Qadesh Barnea‘
Sheluẖat Qadesh Barnea‘ (hebreiska: שלוחת קדש ברנע, Sheluẖat Kadesh Barnea) är ett berg i Israel.   Det ligger i distriktet Södra distriktet, i den södra delen av landet. Toppen på Sheluẖat Qadesh Barnea‘ är 610 meter över havet.
Terrängen runt Sheluẖat Qadesh Barnea‘ är platt norrut, men söderut är den kuperad. Runt Sheluẖat Qadesh Barnea‘ är det ganska glesbefolkat, med 42 invånare per kvadratkilometer. Det finns inga samhällen i närheten. Trakten runt Sheluẖat Qadesh Barnea‘ är ofruktbar med lite eller ingen växtlighet.